# Campeonato Europeo Sub-18 1949
El Campeonato Europeo Sub-18 1949 se jugó en los Países Bajos de 18 al 21 de abril y contó con la participación de 7 selecciones juveniles de Europa.
Francia venció en la final al anfitrión Países Bajos para conseguir su primer título continental.

## Participantes
| - Austria - Bélgica - Francia | - Inglaterra - Países Bajos (anfitrión) | - Irlanda del Norte - Escocia |

## Primera ronda
| Equipo 1          | Resultado | Equipo 2     |
| ----------------- | --------- | ------------ |
| Irlanda del Norte | 3-3 (M)   | Inglaterra   |
| Francia           | 3-2       | Escocia      |
| Austria           | 1-3       | Países Bajos |

### Ronda Complementaria
Participaron los perdedores de la primera ronda menos Escocia.
| Equipo 1   | Resultado | Equipo 2 |
| ---------- | --------- | -------- |
| Inglaterra | 4-2       | Austria  |

## Semifinales
| Equipo 1          | Resultado | Equipo 2     |
| ----------------- | --------- | ------------ |
| Bélgica           | 0-4       | Francia      |
| Irlanda del Norte | 0-2       | Países Bajos |

## Quinto Lugar
| Equipo 1   | Resultado | Equipo 2 |
| ---------- | --------- | -------- |
| Inglaterra | 1-0       | Escocia  |

## Tercer lugar
| Equipo 1          | Resultado | Equipo 2 |
| ----------------- | --------- | -------- |
| Irlanda del Norte | 0-5       | Bélgica  |

## Final
| Equipo 1 | Resultado | Equipo 2     |
| -------- | --------- | ------------ |
| Francia  | 4-1       | Países Bajos |

## Campeón
| Campeonato Europeo Sub-18 1948 |
| ------------------------------ |
| Bandera de Francia             |
| Francia 1º Título              |